# مارمولک‌ماهی
مارمولک‌ماهی نام یک تیره به نام مارمولک‌ماهیان (نام علمی: Halosauridae) از راسته پشت‌خاره‌سانان است.